# Giao thừa (phim)
Giao thừa là một bộ phim ngắn của đạo diễn Hồ Thanh Tuấn, khai thác đề tài cuộc chiến tranh Việt Nam (1955 - 1975).

## Nội dung
Chuyện phim kể về một cuộc hội ngộ kỳ lạ giữa những anh bộ đội giải phóng và lính Cộng hòa vào ngày 30 Tết năm 1971, khi lệnh ngừng bắn có hiệu lực.
Trong khoảnh khắc đặc biệt ấy, họ đã cùng tắm bên một dòng suối, cùng hò nhau bắt lợn rừng, cùng ngồi quây quần trong giờ phút đón Giao thừa.
Những câu chuyện giản dị được kể lại khiến những hình ảnh đạn bom, thuốc súng… như lùi xa. Còn lại là những người con xa gia đình đang nhớ về quê hương. Người nhớ vợ và đứa con thơ, nhớ người mẹ già bên nồi bánh tét, bánh chưng trên bếp lửa hồng…
Tại thời điểm đó, những người lính ở hai chiến tuyến chợt nhận ra những cảm xúc thật của lòng mình, rằng giữa họ có nhiều điểm chung, trong đó là khát khao được sống trong hòa bình, ở bên những người mình yêu thương…

## Diễn viên
- Thạch Kim Long
- Quang Tuấn
- Quang Hiếu
- Võ Minh Bảo
- Hoàng Ân
- Lê Quang Thuận
- Thân Nhật Thường
- Đinh Nguyễn Quốc Huy
- Tống Hoàng Lộc
- Minh Tiến
- Thanh Hoài
- Toàn Trung
- Đào Thái Anh
- Cao Hải Hà
- NS Ngọc Đáng
- NS Thiên Kim
- Bé Đông Đông

và một số diễn viên khác

## Vinh danh
- Giải thưởng Cánh diều Vàng - Giải Cánh diều cho phim ngắn 2009